# الفالفا (آلاباما)
الفالفا، الاباما (به انگلیسی: Alfalfa, Alabama) یک منطقهٔ مسکونی در ایالات متحده آمریکا است که در آلاباما واقع شده‌است.

## خصوصیات
الفالفا ۴۳٫۸۹ متر بالاتر از سطح دریا واقع شده‌است.